# Wałerij Kucenko
Wałerij Wiktorowycz Kucenko, ukr. Валерій Вікторович Куценко (ur. 2 listopada 1986 w Krzemieńczuku) – ukraiński piłkarz grający na pozycji pomocnika.

## Kariera piłkarska

### Kariera klubowa
Występował w juniorskich mistrzostwach Ukrainy (DJuFL) w klubach Kniaża Szczasływe oraz Kremiń Krzemieńczuk. W 2003 rozpoczął karierę piłkarską w klubie Dnipro Dniepropetrowsk, w którym występował w drugiej drużynie. Latem 2006 przeszedł do Obołoni Kijów. 19 lipca 2009 debiutował w Premier-lidze w przegranym 0:2 meczu z Metalistem Charków. W czerwcu 2010 przeszedł do Krywbasa Krzywy Róg. W lipcu 2012 opuścił Krywbas. Potem do końca roku bronił barw białoruskiego FK Brześć. Podczas przerwy zimowej sezonu 2012/13 zasilił skład Worskły Połtawa. W czerwcu 2013 opuścił połtawski klub. 3 lutego 2014 podpisał kontrakt z FK Mińsk. W sierpniu 2014 zasilił skład łotewskiego FC Daugava z Dyneburgu. 9 stycznia 2015 został piłkarzem azerskiego AZAL PFK Baku. 26 lipca 2015 dołączył do Czornomorca Odessa, w którym grał do grudnia 2016. Wiosną 2017 bronił barw MFK Mikołajów, a latem 2017 przeniósł się do Speranța Nisporeni. 9 lutego 2019 został piłkarzem Keşlə Baku. 7 września 2019 przeszedł do Awanhardu Kramatorsk. 24 stycznia 2020 opuścił kramatorski klub.

### Kariera reprezentacyjna
Występował w juniorskiej U-17 oraz U-18 reprezentacjach Ukrainy.

## Sukcesy i odznaczenia

### Sukcesy klubowe
- wicemistrz Pierwszej lihi Ukrainy: 2009